# Торичний вузол

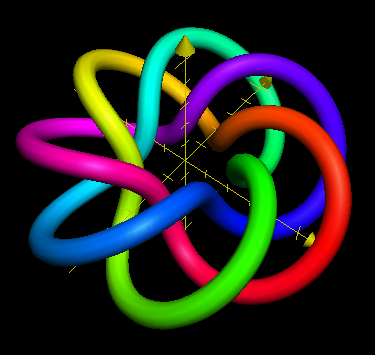
(3,7)-торичний вузол.

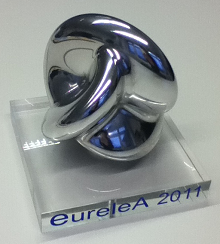
Приз у вигляді (2,3)-торичного вузла.

(2,8)-торичне зачеплення

Торичний вузол — особливий вид вузлів, що лежать на поверхні незавузленого тора в {\displaystyle \mathbb {R} ^{3}}.
Торичне зачеплення — зачеплення, що лежить на поверхні тора.
Кожен торичний вузол визначається парою взаємно простих цілих чисел {\displaystyle p} і {\displaystyle q}. Торичне зачеплення виникає, коли {\displaystyle p} і {\displaystyle q} не взаємно прості (в цьому випадку число компонент дорівнює найбільшому спільному дільнику {\displaystyle p} і {\displaystyle q}). Торичний вузол є тривіальним тоді і тільки тоді, коли або {\displaystyle p}, або {\displaystyle q} дорівнює 1 або -1. Найпростішим нетривіальним прикладом є (2,3)-торичний вузол, відомий також як трилисник.

(2, -3)-торичний вузол, відомий також як лівий трилисник

## Геометричне подання
Торичний вузол можна подати геометрично різними способами, топологічно еквівалентними, але геометрично різними.
Зазвичай використовується домовленість, що {\displaystyle (p,q)}-торичний вузол обертається {\displaystyle q} разів навколо кругової осі тора і {\displaystyle p} разів навколо осі обертання тора. Якщо {\displaystyle p} і {\displaystyle q} не взаємно прості, то виходить торичне зачеплення, що має більше однієї компоненти. Домовленості про напрямок обертання ниток навколо тора також різні, найчастіше припускається правий гвинт для {\displaystyle pq>0}.
{\displaystyle (p,q)}-торичний вузол можна задати параметризацією:
{\displaystyle x=r}{\displaystyle \cos(p\phi )},
{\displaystyle y=r}{\displaystyle \sin(p\phi )},
{\displaystyle z=-\sin(q\phi )},
де {\displaystyle r=\cos(q\phi )+2} і {\displaystyle 0<\phi <2\pi }. Він лежить на поверхні тора, що задається формулою {\displaystyle (r-2)^{2}+z^{2}=1} (в циліндричних координатах).
Можливі й інші параметризації, оскільки вузли визначені з точністю до неперервної деформації. Приклади для (2,3)- і (3,8)-торичних вузлів можна отримати, прийнявши {\displaystyle r=\cos(q\phi )+4}, а в разі (2,3)-торичного вузла — шляхом віднімання {\displaystyle 3\cos((p-q)\phi )} і {\displaystyle 3\sin((p-q)\phi )} з наведених вище параметризацій {\displaystyle x} і {\displaystyle y} .

## Властивості

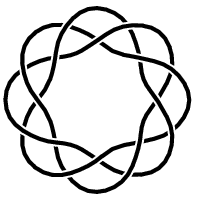
Діаграма (3, -8)-торичного вузла.

(3, 4)-торичний вузол на розвороті поверхні тора і слово коси

Торичний вузол є тривіальним тоді і тільки тоді, коли або {\displaystyle p}, або {\displaystyle q} дорівнює 1 або -1   .
Кожен нетривіальний торичний вузол є простим і хіральним.
{\displaystyle (p,q)}-торичний вузол еквівалентний {\displaystyle (q,p)}-торичному вузлу. {\displaystyle (p,-q)}-торичний вузол є оберненим (дзеркальним відображенням) {\displaystyle (p,q)}-торичного вузла. {\displaystyle (-p,-q)}-торичний вузол еквівалентний {\displaystyle (p,q)}-торичному вузлу, за винятком орієнтації.
Будь-який {\displaystyle (p,q)}-торичний вузол можна побудувати з замкнутої коси з {\displaystyle p} нитками. Відповідне слово коси:
{\displaystyle (\sigma _{1}\sigma _{2}\cdots \sigma _{p-1})^{q}} .
Ця формула використовує домовленість, що генератори коси використовують праві обертання.
Число перетинів {\displaystyle (p,q)}-торичного вузла з {\displaystyle p,q>0} задається формулою:
{\displaystyle c=\min((p-1)q,(q-1)p)} .
Рід торичного вузла з {\displaystyle p,q>0} дорівнює:
{\displaystyle g={\frac {1}{2}}(p-1)(q-1).}
Многочлен Александера торичного вузла дорівнює:
{\displaystyle {\frac {(t^{pq}-1)(t-1)}{(t^{p}-1)(t^{q}-1)}}} .
Многочлен Джонса (правогвинтовий) торичного вузла задається формулою:
{\displaystyle t^{(p-1)(q-1)/2}{\frac {1-t^{p+1}-t^{q+1}+t^{p+q}}{1-t^{2}}}} .
Доповнення торичного вузла на 3-сфері — це многовид Зейферта.
Нехай {\displaystyle Y} — {\displaystyle p}-мірний блазенський ковпак з диском, видаленим всередині, {\displaystyle Z} — {\displaystyle q}-вимірний блазенський ковпак з диском, видаленим всередині, і {\displaystyle X} — фактор-простір, отриманий ототожненням {\displaystyle Y} і {\displaystyle Z} вздовж межі кола. Доповнення {\displaystyle (p,q)}-торичного вузла є деформаційним ретрактом простору {\displaystyle X}. Таким чином, група вузла торичного вузла має подання:
{\displaystyle \langle x,y\mid x^{p}=y^{q}\rangle } .
Торичні вузли — це єдині вузли, чиї групи вузла мають нетривіальні центри (які є нескінченними циклічними групами, утвореними елементом {\displaystyle x^{p}=y^{q}} з цього подання).

## Перелік
- Тривіальний вузол, 31-вузол (2,3), вузол «Перстач» (5,2), вузол 7₁ (7,2), вузол 819 (4,3), вузол 91 (9,2), вузол 10124 (5,3).